# Georges Mandjeck
Georges Constant Mandjeck (Duala, 9 de dezembro de 1988) é um futebolista camaronês que atua como meio-campo. Atualmente defende o Maccabi Haifa.

## Carreira
Georges Mandjeck representou a Seleção Camaronesa de Futebol, nas Olimpíadas de 2008, ele marcou um gol na competição. 

## Títulos
- Campeonato Africano das Nações: 2017